# 13206 Baer
13206 Baer è un asteroide della fascia principale. Scoperto nel 1997, presenta un'orbita caratterizzata da un semiasse maggiore pari a 2,8483038 UA e da un'eccentricità di 0,0971687, inclinata di 2,03837° rispetto all'eclittica.